# Campeonato Asiático de Taekwondo de 1984
El VI Campeonato Asiático de Taekwondo se celebró en Manila (Filipinas) en 1984 bajo la organización de la Unión Asiática de Taekwondo.
En total se disputaron en este deporte diez pruebas diferentes, todas ellas en la categoría masculina.

## Resultados

### Masculino
| Evento | Oro                           | Plata                         | Bronce                                              |
| ------ | ----------------------------- | ----------------------------- | --------------------------------------------------- |
| –48 kg | Arnold Baradi Filipinas       | Chang Jung-San China Taipéi   | Abdulá Jalid Baréin S.Visvalingam Singapur          |
| –52 kg | Kim Jun-Tae Corea del Sur     | Hatim Mojtar Arabia Saudita   | Mike Bentoza Filipinas Raad Mansur Jordania         |
| –56 kg | Kwon Ki-Moon Corea del Sur    | Rarq Abdelrahman Jordania     | Naser Al-Azini Kuwait Amelito Arqardo Filipinas     |
| –60 kg | Yang Myong-San Corea del Sur  | Kang Kee-Wei China Taipéi     | Alf Dell'Orso Australia Abdul Maroozo Baréin        |
| –64 kg | Han Jae-Ku Corea del Sur      | Yung Lin-Psung China Taipéi   | Tans Simprasat Tailandia Jalil Kamal Jordania       |
| –68 kg | Lee Joon-Myung Corea del Sur  | Rashid Mubarak Baréin         | Charles Rawlins Australia Wu Psung-Hui China Taipéi |
| –73 kg | Jeong Kook-Hyun Corea del Sur | Jo Jinho Australia            | Husein Muhd Catar Marzuk Al-Fayi Kuwait             |
| –78 kg | Pak Sam-Sik Corea del Sur     | Montri Kaewthumrong Tailandia | Abdulá Habib Baréin Keong Lee Yoke Malasia          |
| –84 kg | Kim Jong-Seok Corea del Sur   | Chao Wen-Khan China Taipéi    | Albert Puzon Filipinas Mutlaqs Al-Otaibi Kuwait     |
| +84 kg | Ko Yong-Chul Corea del Sur    | Aeib Cibir Catar              | Danny Yap Filipinas Victor Bateman Australia        |

## Medallero
| Núm. | País           | Oro | Plata | Bronce | Total |
| ---- | -------------- | --- | ----- | ------ | ----- |
| 1    | Corea del Sur  | 9   | 0     | 0      | 9     |
| 2    | Filipinas      | 1   | 0     | 4      | 5     |
| 3    | China Taipéi   | 0   | 4     | 1      | 5     |
| 4    | Australia      | 0   | 1     | 3      | 4     |
| 4    | Baréin         | 0   | 1     | 3      | 4     |
| 6    | Jordania       | 0   | 1     | 2      | 3     |
| 7    | Catar          | 0   | 1     | 1      | 2     |
| 7    | Tailandia      | 0   | 1     | 1      | 2     |
| 9    | Arabia Saudita | 0   | 1     | 0      | 1     |
| 10   | Kuwait         | 0   | 0     | 3      | 3     |
| 11   | Malasia        | 0   | 0     | 1      | 1     |
| 11   | Singapur       | 0   | 0     | 1      | 1     |
|      | TOTAL          | 10  | 10    | 20     | 40    |